# Notre-Dame-du-Sacré-Coeur-d'Issoudun
Notre-Dame-du-Sacré-Coeur-d'Issoudun es un municipio parroquial canadiense situado en la provincia de Quebec.

## Superficie
Notre-Dame-du-Sacré-Coeur-d'Issoudun tiene una superficie de 60,32 km².

## Demografía
En 2021, tenía 867 habitantes, una densidad poblacional de 14,4 hab./km², y 370 viviendas.